# Рауль Горріті
Рауль Горріті (ісп. Raúl Gorriti, 10 жовтня 1956, Камана — 3 квітня 2015, Камана) — перуанський футболіст, що грав на позиції півзахисника.

## Клубна кар'єра
У дорослому футболі дебютував 1975 року виступами за команду «Леон де Уануко», в якій провів два сезони. В подальшому виступав за клуби «Спортінг Крістал», «Депортіво Мунісіпаль» та  «Універсітаріо де Депортес».

## Виступи за збірну
24 листопада 1976 року дебютував в офіційних іграх у складі національної збірної Перу в товариському матчі з Уругваєм (0:0). 
У складі збірної був учасником чемпіонату світу 1978 року в Аргентині та розіграшу Кубка Америки 1979 року у різних країнах, на якому команда здобула бронзові нагороди. На обох турнірах зіграв лише по одному матчу.
Загалом протягом кар'єри у національній команді, яка тривала 4 роки, провів у її формі 11 матчів, забивши 1 гол.
Помер 3 квітня 2015 року на 59-му році життя у місті Камана.